# Charon (Mond)
Charon (IPA: [ˈçaːʁɔn]; auch Pluto I, zur Aussprache siehe unten) ist der innerste und größte der fünf bekannten Monde des Zwergplaneten Pluto. Entdeckt wurde er im Jahr 1978. Sein mittlerer Durchmesser beträgt 1212 Kilometer, was etwas mehr als die Hälfte des Durchmessers von Pluto ausmacht. Verglichen mit anderen Monden im Sonnensystem ist Charon damit im Verhältnis zu seinem Hauptkörper ungewöhnlich groß und der gemeinsame Schwerpunkt liegt weit außerhalb von Pluto.
Im August 2006 diskutierte die Internationale Astronomische Union (IAU), ob Charon und Pluto gemeinsam als Doppelplanet den Status eines Zwergplaneten (Plutoids) erhalten sollen. Beschlossen wurde jedoch nur über Pluto; Charon ist im Status Satellit verblieben.

## Entdeckung

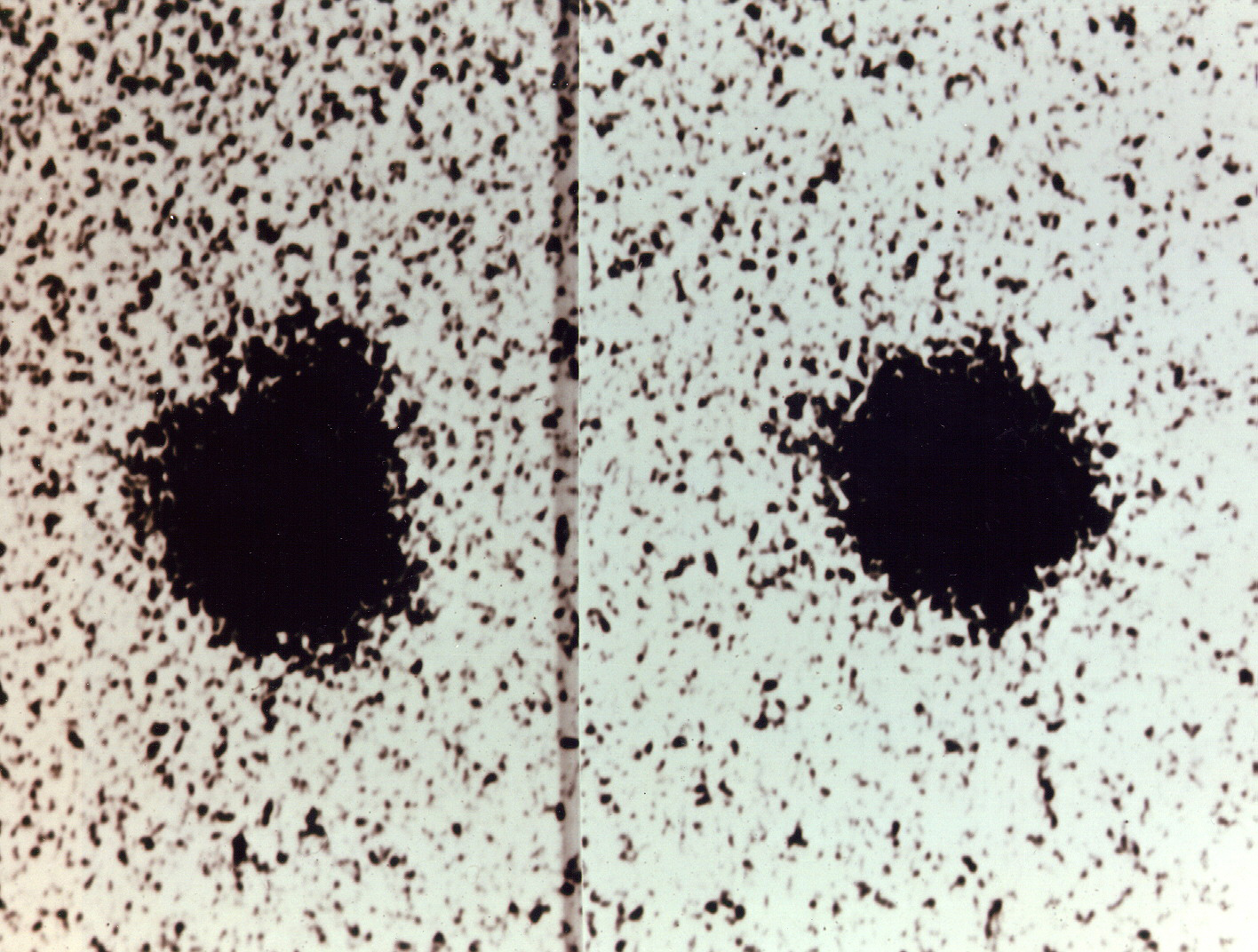
Entdeckungsfoto (Negativ): Die Ausbeulung am Bild von Pluto ist Charon

Charon wurde am 22. Juni 1978 von dem Astronomen James Walter Christy vom United States Naval Observatory in Washington, D.C. bei der Auswertung von fotografischen Platten entdeckt, die Monate zuvor vom 1,55-Meter-Kaj-Strand-Astrometric-Reflector angefertigt worden waren. Christy stellte fest, dass Pluto auf den Fotografien periodisch eine leichte Ausbeulung aufwies (siehe Bild). Dieses Phänomen, das auf einen Mond des Pluto hinwies, konnte später noch auf fotografischen Platten nachgewiesen werden, die bereits am 29. April 1965 belichtet worden waren. Die Periode der Ausbeulung entsprach der Rotationsperiode von Pluto, die durch dessen Lichtkurve bekannt war, und wies dadurch auf einen synchronen Orbit hin. Alle Zweifel wurden beseitigt, als Pluto und Charon zwischen 1985 und 1990 einander wiederholt bedeckten, was nur in zwei Abschnitten innerhalb der 248-jährigen Umlaufperiode von Pluto geschieht. Es war also ein glücklicher Zufall, dass dies so bald nach Charons Entdeckung stattfand. Die Entdeckung eines Plutomondes erlaubte es den Astronomen, Plutos Masse und Größe genauer zu bestimmen. Zuvor war Pluto noch deutlich größer eingeschätzt worden.

## Benennung und Aussprache
Die Entdeckung wurde am 7. Juli 1978 bekanntgegeben; der neue Himmelskörper erhielt die vorläufige Bezeichnung S/1978 P 1.
Am 3. Januar 1986 wurde der Mond von der IAU offiziell nach dem Fährmann Charon benannt, der in der griechischen Mythologie die Verstorbenen über den Totenfluss Styx in das Reich des Totengottes Hades (lateinisch Pluto) bringt. Die IAU bevorzugte damit den Namensvorschlag Christys, der damit auch auf die ersten vier Buchstaben des Namens seiner Ehefrau Charlene, von ihm Char genannt, anspielte. Zur Aussprache des Namens existieren daher drei Varianten: Eine, die den ersten Laut als ch (wie in „ich“) ausspricht, also [ˈçaːrɔn] oder [çˈaːʁɔn], sowie eine, bei der das Wort mit einem k-Laut beginnt, also [ˈkaːrɔn]. Die Aussprache mit einem sch-Laut zu Beginn ist, Christy folgend, im Englischen verbreitet, wo der Name des Mondes dann wie der Vorname Sharon ['ʃærən] klingt.
Bei der Namensgebung stand auf Vorschlag von Christys Kollegen vom Naval Observatory auch noch Persephone zur Diskussion, die Gemahlin Hades’ in der Mythologie.

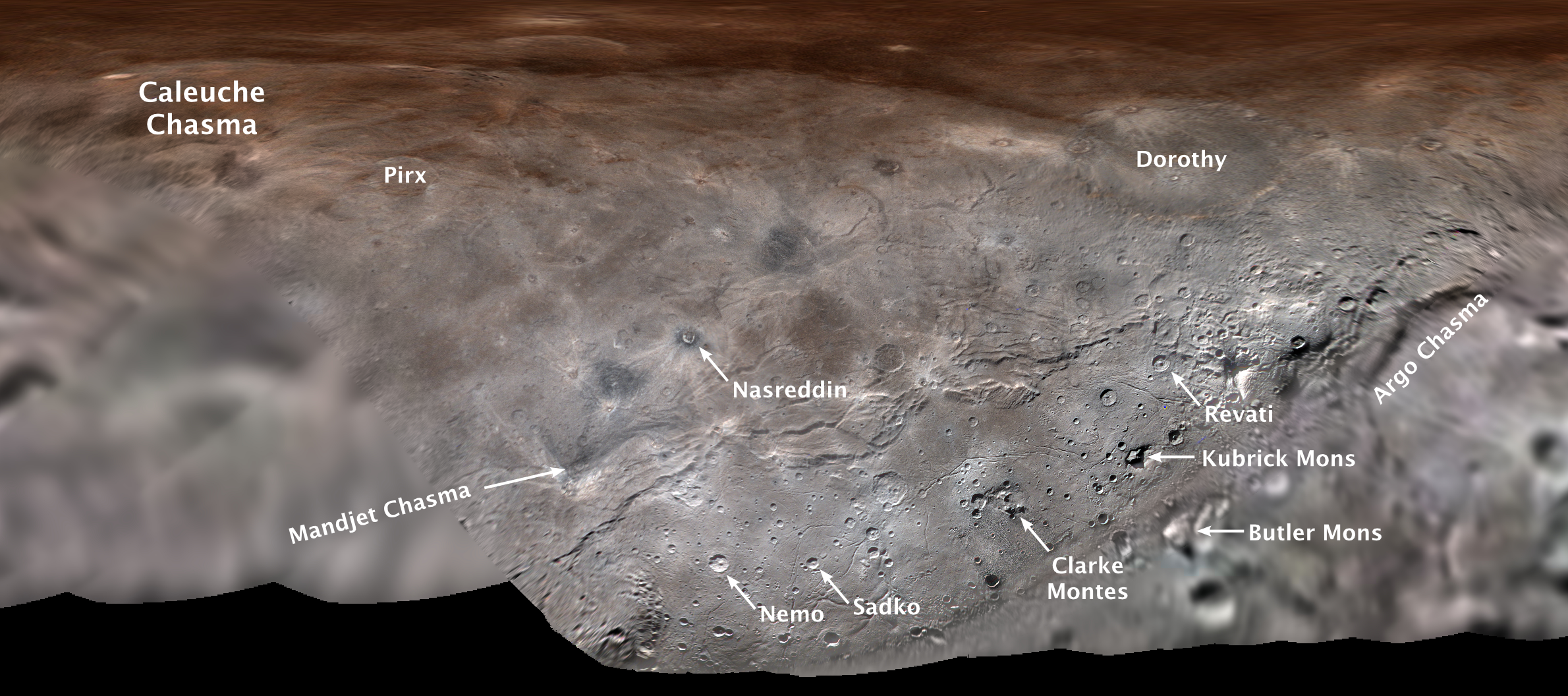
Funktionskarte von Charon 2018

Nach einer Anfrage im Jahr 2015 von der Internationale Astronomische Union nach Namensvorschlägen zur Benennung von Bergen, Kratern etc. auf dem Mond, wurde 2018 entschieden, Namen von Literaten, Entdeckern und aus der Mythologie zu verwenden. Beispiel: 'Butler Mons', 'Clarke Montes', 'Kubrick Mons', 'Nemo Krater', 'Dorothy Krater'.
Anders als der Erdmond oder Pluto verfügt Charon über kein offizielles astronomisches Symbol oder eines, das allgemein verwendet wird.
Eine leichte Verwechslungsgefahr besteht zum etwa ein Jahr zuvor entdeckten Asteroiden und Kometen (2060) Chiron, der aber nach einem Zentauren aus der Mythologie benannt wurde.

## Bahneigenschaften

Bahnen von Pluto, Charon, Nix und Hydra um das Baryzentrum

### Umlaufbahn
Pluto und Charon befinden sich 19.596 km voneinander entfernt. Sie umkreisen einander in einer in Bezug auf das Sonnensystem retrograden, beinahe perfekt kreisförmigen Umlaufbahn um den gemeinsamen Schwerpunkt, der sich wegen des relativ geringen Massenunterschiedes etwa 1200 km über der Oberfläche des Pluto befindet. Damit sind Charon und Pluto physikalisch ein Doppelsystem. Die Bahnexzentrizität beträgt etwa 0,0, ist also nicht messbar, und die Bahn ist 0,00005° gegenüber dem Äquator von Pluto geneigt.
Charon und Pluto umrunden einander in 6 Tagen, 9 Stunden, 18 Minuten.

### Rotation
Charon rotiert synchron um das Baryzentrum. Er weist damit wie der Erdmond eine gebundene Rotation auf und zeigt seinem Hauptkörper immer dieselbe Seite. Im Unterschied zu Erde und Mond wurden die Rotationszeiten von Pluto und Charon durch Gezeitenkräfte beiderseits abgebremst und synchronisiert; daher wendet auch Pluto Charon immer dieselbe Seite zu. Dies ist der einzige bestätigte Fall einer doppelt gebundenen Rotation im Sonnensystem, was als Hantelrotation bezeichnet wird.

## Physikalische Eigenschaften
Charon hat einen mittleren Durchmesser von 1212 km, der etwas mehr als der Hälfte des Zentralkörpers entspricht. Charons Masse beträgt etwa 12 Prozent der Masse von Pluto. Er ist der zwölftgrößte Mond im Sonnensystem.

### Innerer Aufbau

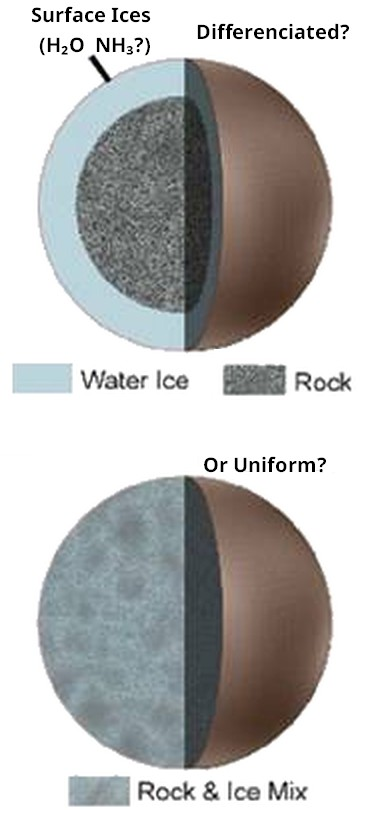
Zwei Modelle zum inneren Aufbau von Charon

Charons mittlere Dichte wurde mit 1,7 g/cm³ bestimmt. Er sollte damit zu etwa 55–60 % aus Gestein und zu 40–45 % aus Wassereis bestehen; ein augenfälliger Unterschied zu Pluto, dessen Gesteinsanteil bei etwa 70 % liegt.
Zum inneren Aufbau von Charon gibt es zwei Theorien: Entweder ist Charon ein differenziert aufgebauter Körper mit einem Gesteinskern und Eismantel, oder er besteht aus einer einheitlichen Eis-Gestein-Mischung. Durch die Entdeckung von Hinweisen auf Kryovulkanismus wird die erste Theorie favorisiert. Damit gilt Charon als Eismond.
Der relativ hohe Anteil an felsigem Material und das Fehlen einer merklichen Atmosphäre stützen die Annahme, nach der dieser verhältnismäßig große Trabant analog der Entstehung des Erdmondes das Produkt der großen Kollision eines Vorgängers von Pluto mit einem anderen plutogroßen Körper des Kuipergürtels ist.

### Helligkeit
Von der Erde aus betrachtet ist Charon mit einer Helligkeit von 16m sehr lichtschwach. Von Pluto aus betrachtet ist er auf Grund seiner Größe sehr hell und erreicht bei Voll-Charon etwa −10,6m. Das aschgraue Licht des Neu-Charons ist mit −4m heller als das des Erdmondes mit −2,8m. Pluto von Charon aus betrachtet erreicht bei Voll-Pluto mit −12,5m die Helligkeit unseres Vollmondes.
Ursache ist die zur Größe geringe Entfernung zwischen Pluto und Charon. Die dadurch entstehenden Gezeitenkräfte sind knapp 20-mal so stark wie im Erde-Mond-System.

### Oberfläche
Charons Oberfläche hat eine Größe von etwa 4.580.000 km2. Sie hat ein Rückstrahlvermögen von etwa 40 %. Dies ist im Vergleich zu anderen Kuipergürtelobjekten ziemlich hell und entspricht annähernd der Albedo der Erde. Anders als Plutos Oberfläche, die von gefrorenem Stickstoff und Methan überzogen ist, scheint Charons Oberfläche aus dem weniger flüchtigen Wassereis zu bestehen. Außerdem erscheint Charon im Unterschied zum inhomogen rotbräunlich gefärbten Pluto in einem einheitlich neutralen Grau.
Die Oberflächentemperatur an den Polen bewegt sich zwischen −213 °C und −258 °C. Das entspricht dem in dieser Entfernung zu erwartenden Strahlungsgleichgewicht. Der Druck einer eventuellen, äußerst dünnen Atmosphäre kann höchstens 0,011 Pa betragen.
Das Gemini-Observatorium gab am 17. Juli 2007 bekannt, dass es auf Charon Kryovulkane entdeckt habe, die eine Mischung aus kristallinem Wassereis und Ammoniumhydroxid an die Oberfläche bringen, die sich dann global ablagert. Dass das Eis noch immer in kristalliner Form vorliegt, weist auf kürzliche Ablagerungen hin, da die Ultraviolettstrahlung der Sonne und die kosmische Strahlung das Eis innerhalb von etwa 30.000 Jahren in ein amorphes Stadium verwittert haben müsste.
Auffällig ist das fast völlige Fehlen größerer Einschlagkrater auf den Bildern der Raumsonde New Horizons. Dies spricht für eine junge Oberfläche, die noch bis in jüngerer Zeit durch geologische oder andere Prozesse umgeformt wurde, wodurch insbesondere auf der südlichen Hemisphäre die üblicherweise vorhandenen älteren Einschlagkrater überdeckt oder abgetragen wurden.
Besonders markant ist Charons rötliche Polarregion. Sie bekam den informellen Namen Mordor Macula, nach dem Land Mordor in J. R. R. Tolkiens Roman Der Herr der Ringe. Möglicherweise schlägt sich dort während der über 100-jährigen Polarnacht aus der Plutoatmosphäre entwichenes Methan nieder, das, bevor es wieder verdampfen kann, bis in den Sommer durch energiereiche Strahlung stufenweise in beständigere, rotbraune Tholine umgewandelt wird. Entsprechend dieser Erklärung deuten Analysen des von Charons Polarnachtseite reflektierten Plutolichts darauf hin, dass es auch in der Südpolregion eine dunkle Verfärbung gibt.
Für die Nomenklatur der Formationen auf Charon hat die IAU die Herkunftsbereiche von möglichen Namensgebern auf Ziele und Meilensteine fiktiver Erkundungen sowie fiktive und mythologische Fahrzeuge, Reisende und Forscher festgelegt. Am 12. April 2018 wurden die ersten zwölf Namen offiziell bestätigt.

## Erforschung
Die ersten Bilder, die Pluto und Charon als zwei separate Körper zeigten, gelangen in den 1990er Jahren mit dem Hubble-Weltraumteleskop. Später wurde dies durch den Einsatz von adaptiver Optik auch mit erdgebundenen Teleskopen möglich.

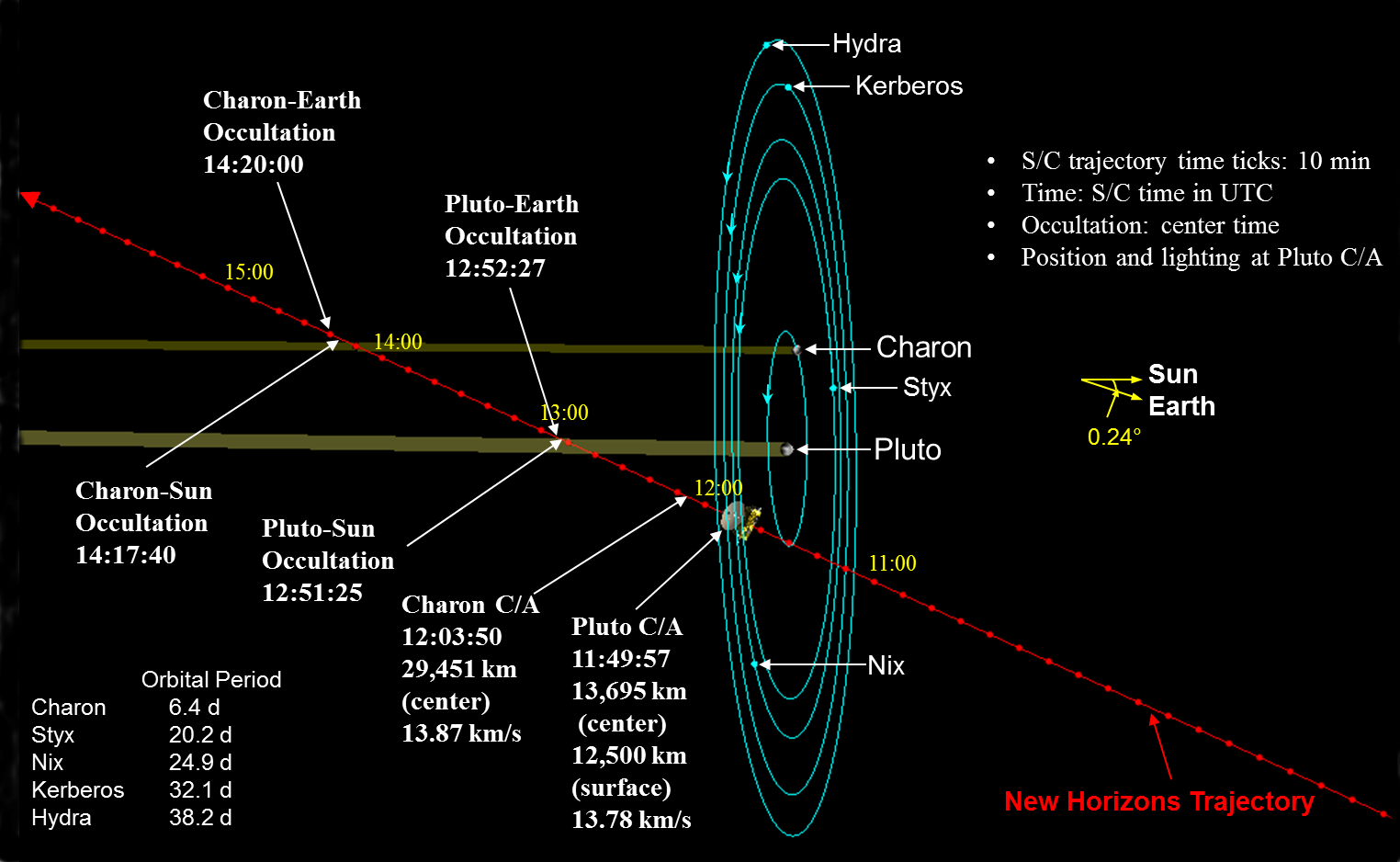
Etappen der Passage des Plutosystems durch New Horizons

Die am 19. Januar 2006 gestartete Raumsonde New Horizons flog am 14. Juli 2015 in 12.500 km Entfernung an Pluto vorbei und passierte einige Minuten später ihren zum ferneren Charon nächstgelegenen Bahnpunkt bei einem geringsten Abstand von 28.800 km. Ihre weitere Flugbahn führte die Sonde noch durch die Schatten der beiden Himmelskörper, sodass mit ihr sowohl eine Okkultation (Verfinsterung) durch Pluto als auch eine durch Charon beobachtet werden konnte.

## Charon in der Fiktion
In der Videospielserie Mass Effect entpuppt sich Charon als ein Portal für interstellare Raumfahrt.